# Heidi Halvorsen
Heidi Aassveen Halvorsen, née le 7 janvier 1976, est une ancienne handballeuse internationale norvégienne évoluant au poste de gardienne de but.
Durant sa carrière, elle a notamment porté les couleurs du SK Århus Handbold.
Avec l'équipe nationale de Norvège, elle atteint la finale du championnat du monde 2001.

## Palmarès

### Sélection nationale
championnats du monde 
- finaliste du championnat du monde 2001